# Greater Austin
Greater Austin ist eine fünf Counties umfassende Metropolregion im US-Bundesstaat Texas, die vom Office of Management and Budget als Austin–Round Rock–San Marcos, TX Metropolitan Statistical Area geführt wird. Die Metropolregion liegt in Zentraltexas am westlichen Rand des amerikanischen Südens und am östlichen Rand des amerikanischen Südwestens und grenzt im Süden an Greater San Antonio.
Bei der Volkszählung 2020 war Greater Austin mit einer Gesamtbevölkerung von 2.283.371 Einwohnern die 28. größte Metropolregion in den Vereinigten Staaten. Das Zentrum der Metropolregion ist die Stadt Austin, die viertgrößte Stadt in Texas und die elftgrößte Stadt in den Vereinigten Staaten, mit einer Bevölkerung von 961.855 Einwohnern. Die größten Vororte von Austin sind Round Rock, Cedar Park, Georgetown, San Marcos und Pflugerville.

## Countys
| County         | 2020 Census | 2010 Census | 2000 Census | 1990 Census |
| -------------- | ----------- | ----------- | ----------- | ----------- |
| Bastrop        | 97.216      | 74.171      | 57.733      | 38.263      |
| Caldwell       | 45.883      | 38.066      | 32.194      | 26.392      |
| Hays           | 241.067     | 157.127     | 97.589      | 65.614      |
| Travis         | 1.290.108   | 1.024.266   | 812.280     | 576.407     |
| Williamson     | 609.017     | 422.679     | 249.967     | 139.551     |
| Greater Austin | 2.283.371   | 1.716.309   | 1.249.763   | 846.227     |

## Orte

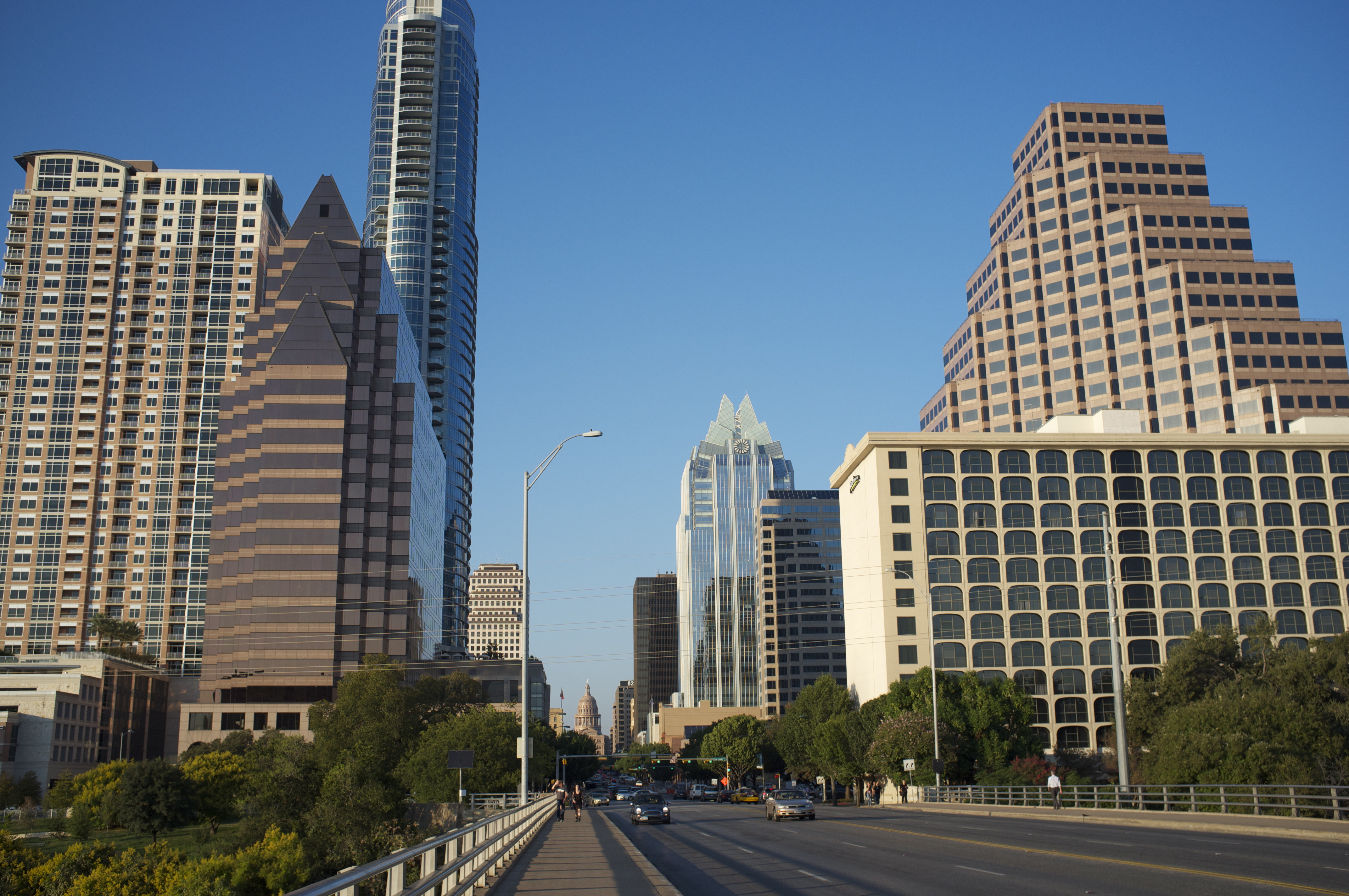
Austin

Die folgenden Orte innerhalb von Greater Austin hatten 2020 mehr als 20.000 Einwohner:
- Austin (961.855)
- Round Rock (119.468)
- Cedar Park (77.595)
- San Marcos (67.553)
- Georgetown (67.176)
- Pflugerville (65.191)
- Leander (59.202)
- Kyle (45.697)
- Hutto (27.577)
- Brushy Creek (22.519)

## Bevölkerung
Der Großraum Austin gehört zu den am schnellsten wachsenden Großstadtregionen in den Vereinigten Staaten. Seit 1950 hat sich die Bevölkerung mehr als verzehnfacht, was auf natürliches Wachstum und Zuwanderung aus dem Ausland und Inland zurückzuführen ist. 2020 waren 57,3 % der Bevölkerung Weiße, 7,0 % waren Schwarze, 7,1 % waren Asiaten, 0,9 % waren amerikanische Ureinwohner und 27,6 % gehörten mehreren oder anderen ethnischen Gruppen an. Insgesamt 31,9 % waren, unabhängig von der Ethnie, spanischer oder lateinamerikanischer Abstammung (Hispanics). In der Metropolregion leben viele Personen mit mexikanischer Abstammung.
| Jahr | Einwohner¹ |
| ---- | ---------- |
| 1900 | 47.386     |
| 1950 | 160.980    |
| 1960 | 301.261    |
| 1970 | 398.938    |
| 1980 | 585.051    |
| 1990 | 846.227    |
| 2000 | 1.249.763  |
| 2010 | 1.716.289  |
| 2020 | 2.283.371  |

¹ 1900–2020: Volkszählungsergebnisse

## Bildung
In der Region gibt es zahlreiche Universitäten. Zu den wichtigsten Universitäten der Region gehören die University of Texas at Austin (Flaggschiff des University of Texas System), die Texas State University (Flaggschiff des Texas State University System) und die Southwestern University (Georgetown). In der Stadt Austin selbst gibt es zahlreiche weitere Hochschulen, darunter das Austin Presbyterian Theological Seminary, die Concordia University, die Huston-Tillotson University, die St. Edward’s University, das Austin Community College und weitere. Einrichtungen in den Vororten sind das Temple College in Taylor und die Texas State University Extension in Round Rock. Die Stadt Austin gehört zu den gebildetsten Städten der Vereinigten Staaten, wenn man den Anteil der Bevölkerung mit Collegeabschluss berücksichtigt.

## Wirtschaft
Der Großraum Austin verfügt über eine vielfältige Wirtschaft, die von der Hauptstadtfunktion, Technologie (insbesondere Software und Halbleiter) und dem Bildungswesen getragen wird. Die Metropolregion hatte im Jahr 2020 ein geschätztes Bruttoinlandsprodukt von 168,4 Milliarden Dollar und war damit die 24. größte städtische Wirtschaft der USA. Zu den größten Arbeitgebern gehören die Stadt, der Staat Texas, die Bundesregierung, IBM, Samsung, Dell Technologies, Apple, das öffentliche Schulwesen und die University of Texas at Austin. Die Hauptverkehrsrouten sind die Interstate 35 und der Texas State Highway Loop 1.

## Politik
Im Gegensatz zum restlichen Texas gilt Austin und sein Umland als relative Hochburg der Demokratischen Partei.